# Pandemia de COVID-19 în Regatul Unit
Pandemia de coronavirus din Regatul Unit este o pandemie în curs de desfășurare pe teritoriul Regatului Unit cauzată de noul coronavirus 2019-nCoV (SARS-CoV-2), virus care provoacă o infecție numită COVID-19, care poate fi asimptomatică, ușoară, moderată sau severă. Infecția severă include o pneumonie atipică severă manifestată clinic prin sindromul de detresă respiratorie acută.
Virusul a ajuns în Marea Britanie la sfârșitul lunii ianuarie 2020. Începând cu 21 septembrie 2021, au existat aproape 7,5 milioane de cazuri confirmate și 135.455 de decese - a 22-a cea mai mare rată de deces din lume în rândul populației și al doilea cel mai mare număr de decese din Europa după Rusia. A existat o oarecare diferență între severitatea focarului în Anglia, Scoția, Țara Galilor și Irlanda de Nord - îngrijirea sănătății în Marea Britanie este o chestiune guvernamentală descentralizată. Fiecare țară constitutivă are propriul sistem de sănătate finanțat din fonduri publice, administrat de guverne descentralizate.
Format:Epidemia de coronavirus Wuhan/grafică-bare/Regatul Unit